# Свети Никола (Арилево)
„Свети Никола“ (на македонска литературна норма: „Свети Никола“) е възрожденска православна църква в крушевското село Арилево, югозападната част на Северна Македония. Част е от Крушевско-Демирхисарската епархия на Македонската православна църква – Охридска архиепископия.

## География
Църквата се намира на самия вход пред село Арилево, на около 9 километра северозападно от Крушево.

## История
Църквата е построена във втората половина на XIX век от ломен камък и мазилка. В архитектурно отношение е еднокорабна засводена сграда, укрепена с паднали пиластри по надлъжните страни, свързани с полукръгли арки, образуващи три слепи ниши в стените и една в травеите. Апсидата е петстранна, разделена със слепи ниши. Входът на храма е от западната страна и има по един прозорец от северната, южната и източната страна.

## Галерия
- Камбанарията и входът
- Входът
- Поглед към църквата
- Селските гробища
- Апсидата
- Поглед към църквата
- Поглед към църквата
- Помощен обект
- Камбанарията и входът